# ما بعد الشيوعية

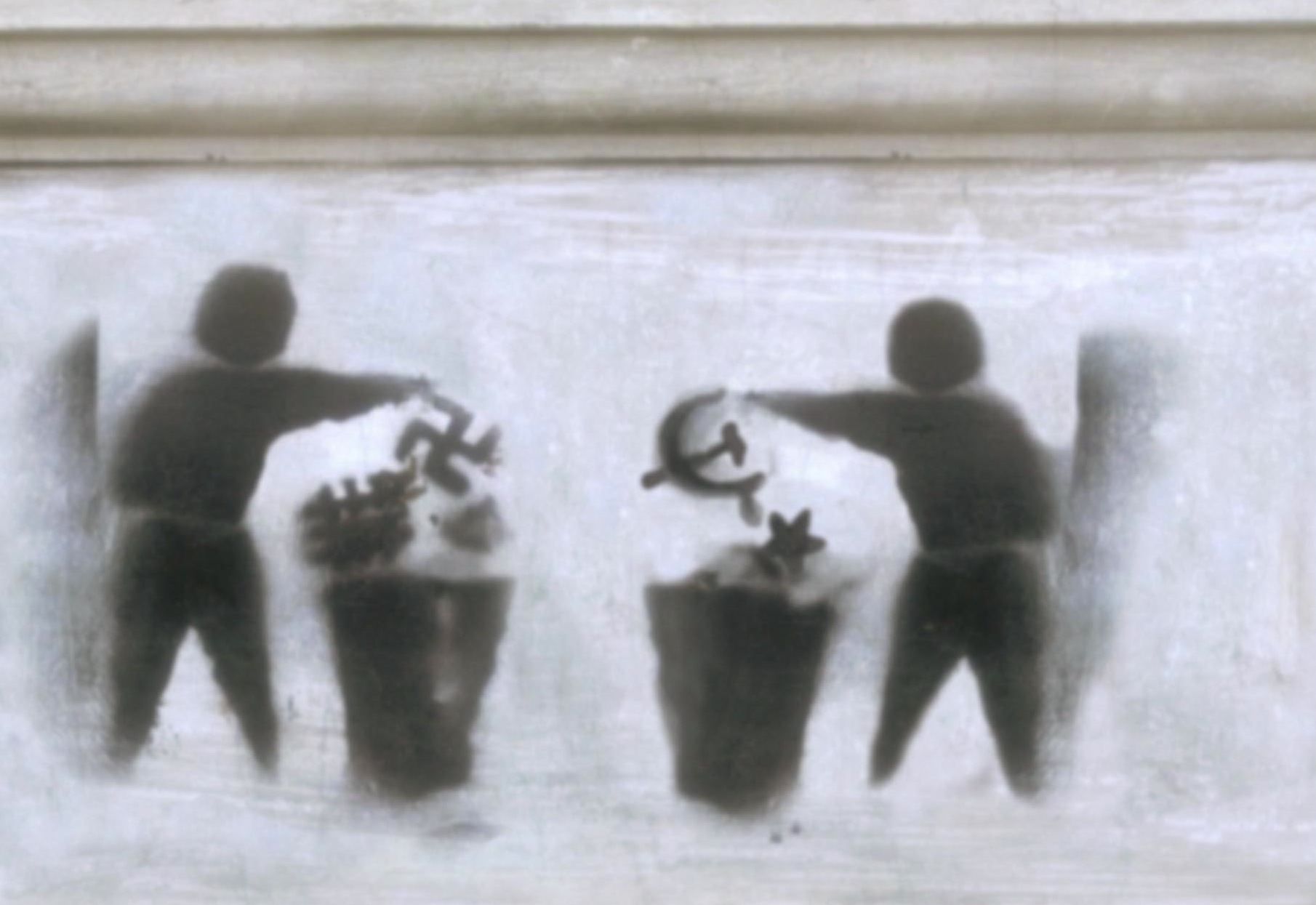

ما بعد الشيوعية هي فترة التحول السياسي والاقتصادي أو «الانتقال» في الدول الشيوعية السابقة الواقعة في أجزاء من أوروبا وآسيا حيث تهدف الحكومات الجديدة إلى إنشاء اقتصادات رأسمالية حرة موجهة نحو السوق.

## سياسة
كانت سياسات معظم الأحزاب الشيوعية في كل من الكتلة الشرقية والكتلة الغربية محكومة بمثال الاتحاد السوفيتي. في معظم بلدان الكتلة الشرقية، في أعقاب سقوط الحكومات التي يقودها الشيوعيون في عام 1989، انقسمت الأحزاب الشيوعية إلى فصيلين: حزب ديمقراطي اجتماعي إصلاحي وحزب شيوعي جديد أقل توجهاً نحو الإصلاح. كانت الأحزاب الاشتراكية الديمقراطية التي تم إنشاؤها حديثًا أكبر وأقوى من الأحزاب الشيوعية المتبقية - فقط في بيلاروسيا وجمهورية التشيك وكازاخستان ومولدوفا وروسيا وطاجيكستان ظلت الأحزاب الشيوعية قوة كبيرة.
في الكتلة الغربية، كان رد فعل العديد من الأحزاب الشيوعية المزعومة من خلال تغيير سياساتها إلى مسار أكثر اعتدالًا وأقل راديكالية. في بلدان مثل إيطاليا وألمانيا، يتميز ما بعد الشيوعية بالتأثير المتزايد للديمقراطيين الاجتماعيين الحاليين. الأحزاب الشيوعية المعادية للسوفيات في الكتلة الغربية (مثل الأحزاب التروتسكية) التي شعرت أن سقوط الاتحاد السوفييتي أثبت وجهات نظرها ولم تزدهر توقعاتها بشكل خاص - في الواقع، أصبح البعض أقل راديكالية أيضًا.

## الاقتصاد
خضعت العديد من الدول الشيوعية لإصلاحات اقتصادية من اقتصاد مخطط إلى اقتصاد أكثر توجهاً نحو السوق في الثمانينيات، ولا سيما المجر وبولندا ويوغوسلافيا. كان التحول الاقتصادي بعد الشيوعية أكثر حدة وكان يهدف إلى إنشاء اقتصادات رأسمالية بالكامل.
لقد تخلت جميع الدول المعنية عن الأدوات التقليدية للسيطرة الاقتصادية الشيوعية وتحركت بنجاح إلى حد ما نحو أنظمة السوق الحرة. على الرغم من أن البعض (بما في ذلك تشارلز بول لويس) يؤكدون على الأثر المفيد للاستثمار متعدد الجنسيات، إلا أن الإصلاحات كان لها أيضًا عواقب سلبية مهمة لا تزال تتكشف.
سجل متوسط مستويات المعيشة انخفاضًا كارثيًا في أوائل التسعينيات في أجزاء كثيرة من مجلس التعاون الاقتصادي السابق - ولا سيما في الاتحاد السوفيتي السابق - ولم يبدأ في الارتفاع مرة أخرى إلا في نهاية العقد. لا يزال بعض السكان أسوأ حالًا اليوم مما كانوا عليه في عام 1989 (على سبيل المثال مولدوفا، صربيا). ومع ذلك، فقد ارتد البعض الآخر بشكل كبير إلى ما وراء تلك العتبة (مثل جمهورية التشيك والمجر وبولندا) وبعضها مثل إستونيا ولاتفيا وليتوانيا (انظر نمور البلطيق) وسلوفاكيا خضعت لازدهار اقتصادي، على الرغم من أنها عانت جميعها من ركود عام 2009، باستثناء بولندا، التي حافظت على النمو على الرغم من الركود العالمي باعتبارها الدولة الوحيدة في أوروبا.
اليوم، يُنظر إلى معظم بلدان ما بعد الشيوعية في أوروبا عمومًا على أنها ذات اقتصادات مختلطة، على الرغم من أن بعضها مثل إستونيا ورومانيا وسلوفاكيا غالبًا ما تتبنى سياسات السوق الحرة التقليدية (مثل معدلات الضرائب الثابتة) مما تفعله الكتلة الغربية.
يتمثل أحد التحديات الأساسية في اقتصادات ما بعد الشيوعية في أن الضغوط المؤسسية التي تعكس منطق الرأسمالية والديمقراطية تُمارس على المنظمات (بما في ذلك الشركات والوكالات الحكومية) التي تم إنشاؤها في ظل الشيوعية والتي يديرها حتى يومنا هذا مديرين تربوا في هذا السياق، مما أدى إلى قدر كبير من التوتر المستمر في المنظمات في دول ما بعد الشيوعية.

## روابط خارجية
- «الأحزاب والانتخابات في أوروبا»
- دانيال نيلسون (يوليو / أغسطس 2000). «الافتراضات الخطيرة»  في نشرة علماء الذرة .
- «انتقالات عبر الإنترنت» . تغطية إخبارية لأوروبا ما بعد الشيوعية وآسيا الوسطى [1]
- «الشيوعية: علاقة حب؟: حنين الروس للخدمات الاجتماعية السوفيتية» بقلم جلوبال بوست .
- جيرالد إم إيستر (2012). «رأس المال، والإكراه، والدول ما بعد الشيوعية». مطبعة جامعة كورنيل.(ردمك 978-0801-4782-46) .

1. ↑  "TOL History and Timeline - Transitions Online". tol.org. مؤرشف من الأصل في 2020-03-29.